# Cheungbeia mindanensis
Cheungbeia mindanensis é uma espécie de gastrópode do gênero Cheungbeia, pertencente a família Pseudomelatomidae.